# Ibroihim Youssouf
Ibroihim Youssouf Djoudja (ur. 6 maja 1994 w Itsandrze) – komoryjski piłkarz grający na pozycji napastnika. Od 2021 jest piłkarzem klubu TS Sporting FC.

## Kariera klubowa
Swoją karierę piłkarską Youssouf rozpoczął w klubie Chirazienne FC. W sezonie 2013 zadebiutował w jego barwach w pierwszej lidze komoryjskiej. W 2017 roku odszedł do Volcan Club, a w połowie roku do Enfants des Comores. W 2018 roku wrócił do Volcan Club i w sezonie 2018 wywalczył z nim mistrzostwo Komorów. W latach 2018–2019 grał w namibijskim African Stars FC, z którym w sezonie 2018/2019 wywalczył wicemistrzostwo Namibii. W 2020 występował w Volcan Club, a w sezonie 2020/2021 w mauretańskim FC Nouadhibou, z którym został mistrzem Mauretanii. W 2021 przeszedł do południowoafrykańskiego TS Sporting FC.

## Kariera reprezentacyjna
W reprezentacji Komorów Youssouf zadebiutował 15 lipca 2017 w wygranym 2:0 meczu Mistrzostw Narodów Afryki 2018 z Lesotho, rozegranym w Moroni. W 2022 został powołany do kadry na Puchar Narodów Afryki 2021. Na tym turnieju rozegrał trzy mecze: grupowe z Marokiem (0:2) i z Ghaną (3:2) oraz w 1/8 finału z Kamerunem (1:2).